# Krym

Mezinárodní reakce na krizi v roce 2014 na základě oficiálních prohlášení dané vlády
----
Prohlášení vyjadřující starost o brzké mírové vyřešení konfliktu
Podpora ukrajinské územní celistvosti
Odsouzení ruských akcí
Odsouzení ruských akcí a uznání že šlo o vojenskou intervenci nebo invazi
Podpora ruských akcí a/nebo odsouzení ukrajinské vlády
"Uznání ruských zájmů"
----
Ukrajina
Rusko

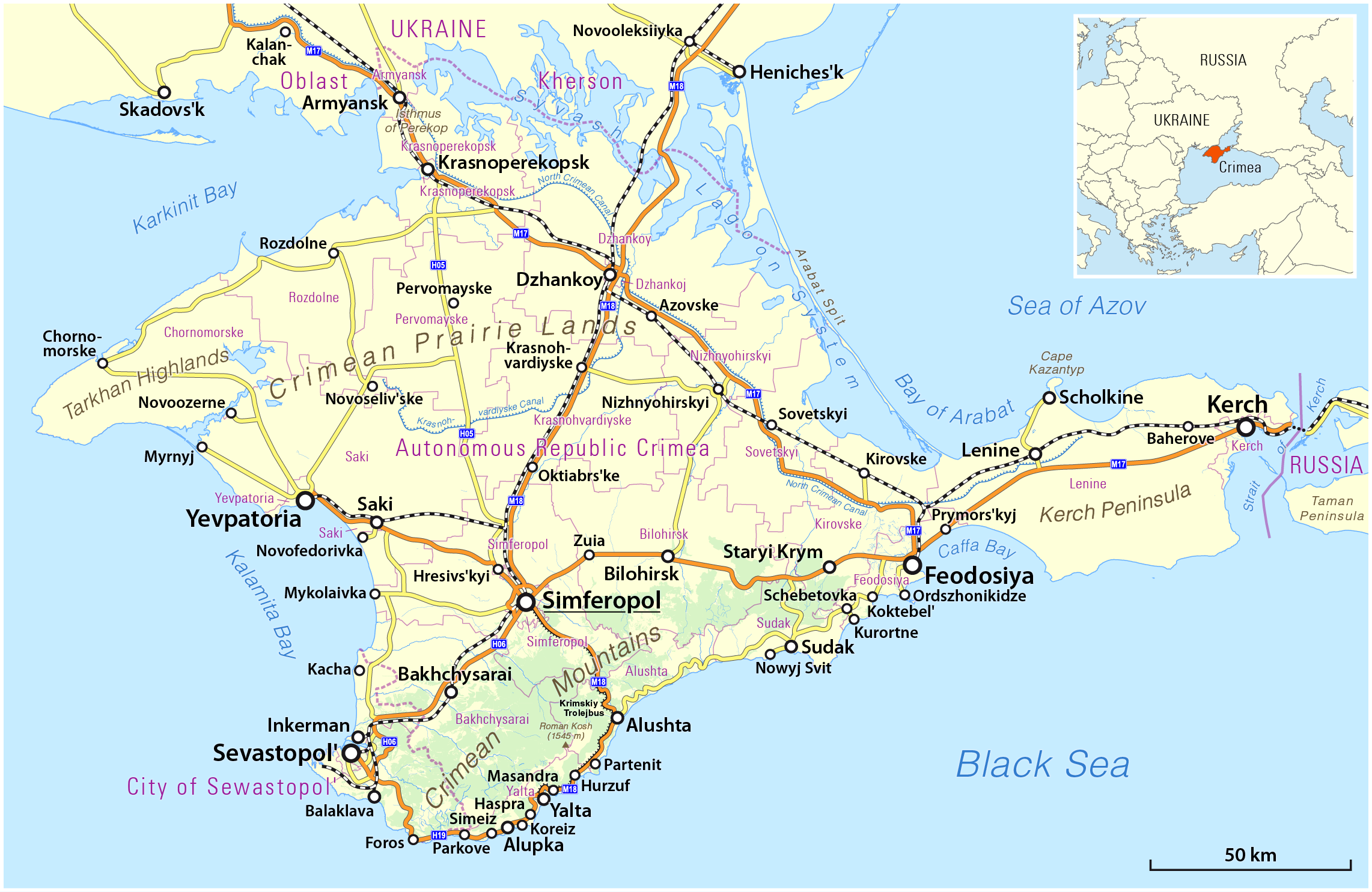
Politická mapa Krymu

Krym (ukrajinsky Крим, rusky Крым, krymskou tatarštinou Qırım, ve starověku Tauris), geograficky také Krymský poloostrov, je poloostrov na severu Černého moře, spojený na severu s pevninou Perekopskou šíjí.
Ve starověku vznikaly na Tauridě řecké osady v čele s Chersonésem (dnešní Sevastopol), ve 13. století Krym obsadili Tataři a byl součástí Zlaté hordy a Krymského chanátu. Roku 1783 ho anektovalo Ruské impérium a byl jeho součástí do ruské občanské války. Od té doby je sídlem ruské Černomořské floty v ruském městě Sevastopol založeném carevnou Kateřinou Velikou. Po vítězství bolševiků v občanské válce se stal součástí RSFSR, v roce 1954 byl převeden do Ukrajinské sovětské socialistické republiky (součást SSSR) ke 300. výročí sjednocení Ruska a Záporožského hejtmanátu. Tento status uznala po rozpadu Sovětského svazu v tzv. Budapešťském memorandu z roku 1994 i Ruská federace, k jejímuž přímému předchůdci, to jest Ruské sovětské federativní socialistické republice (RSFSR), do roku 1954 Krym náležel. Během 90. let se Krymský parlament snažil vydobýt si na Ukrajině nezávislost, k tomu však nedošlo a Krymu byla přiznána jen jistá míra autonomie v rámci Ukrajiny.
V březnu 2014 po revolučních událostech Euromajdan v Kyjevě následovalo obsazení Krymu neoznačenými vojáky Ruské federace. Pod kontrolou ozbrojenců a vůdců Autonomní republiky Krym se 16. března 2014 konalo sporné referendum o samostatnosti Krymu, které ukrajinský Ústavní soud prohlásil za protiústavní. Podle oficiálních výsledků referenda se 96,8 % zúčastněných občanů vyslovilo pro připojení Autonomní republiky Krym i Sevastopolu k Rusku. Republika Krym vyhlásila nezávislost na Ukrajině a obratem 21. března 2014 začlenilo Rusko na žádost okupovaného parlamentu Republiky Krym jak Krym, tak město Sevastopol do svého státního území. Představitelé Ukrajiny a většiny zemí světa, kteří se k situaci vyjádřili v rezoluci OSN, tyto kroky považují za nelegální. Ruskou anexi poloostrova do roku 2019 uznalo, vedle Ruska, pouze několik dalších zemí.

## Geografie
Na severu je Krym spojen úzkou Perekopskou šíjí s kontinentální Evropou (ukrajinská Chersonská oblast). Západní a jižní hranici tvoří Černé moře, východní hranici Azovské moře. Od jihoruské pevniny (Tamaňského poloostrova a Kubáně) je oddělen Kerčským průlivem (v nejužším místě asi 6 km širokým).

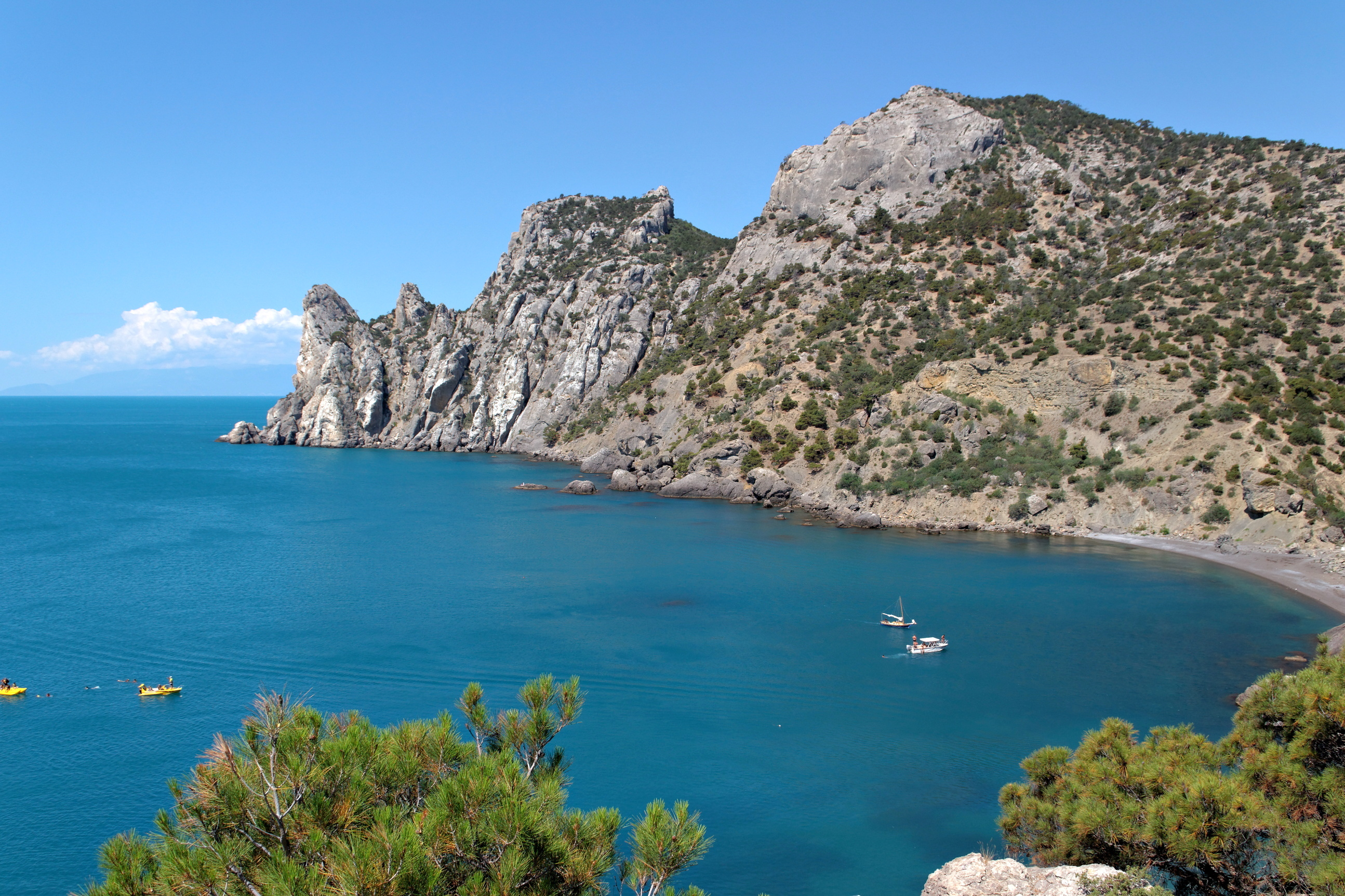
Jižní pobřeží Krymu

Celková rozloha Krymu činí 26 860 km2 (o něco více než Morava). Velká severní část poloostrova je (dnes zemědělsky kultivovaná) step a lesostep s velkým nedostatkem sladké vody, zavodňovaná kanálem z řeky Dněpr. Menší jižní část (1/5 celkové rozlohy) tvoří úzké subtropické pásmo, sevřené mezi pobřeží Černého moře a Krymské hory. Ty se v délce 150 km táhnou podél pobřeží. Krymské hory jsou tvořeny celkem třemi hřebeny, v jižním hřebenu se nachází nejvyšší krymský vrchol Roman-Koš (1545 m).
V subtropickém pásu, širokém 8–12 km, se nachází oblíbená přímořská letoviska a lázně, souhrnně známá jako Ruská riviéra. Je tvořena romantickým pobřežím se strmými skalními útesy, písečnými či oblázkovými plážemi s čistou vodou. V subtropickém pásmu jsou rozlehlé vinice a ovocné sady, při pobřeží je důležitý také rybolov. Na východě se nachází významné lokality těžby a zpracovávání železné rudy.
Hlavním městem Autonomní republiky Krym je Simferopol. Město Sevastopol (včetně okolí zahrnujícího několik dalších sídel) tvoří zvláštní samosprávný celek, který je z hlediska většiny mezinárodního společenství podřízený přímo vládě Ukrajiny.

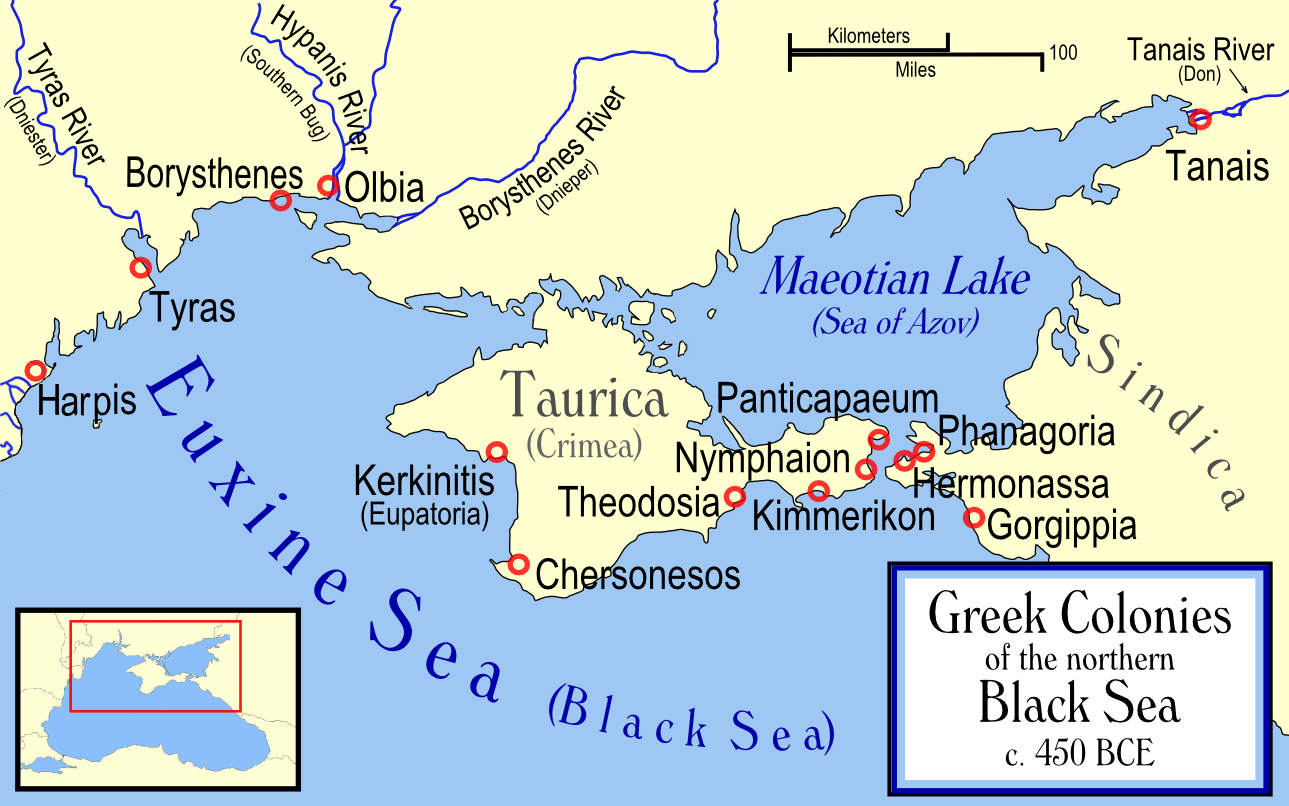
Kolonie starověkého Řecka na Krymu

## Historie
Nejstaršími známými obyvateli Krymu byli příslušníci divokého kmene Taurů. Subtropický jih byl kolonizován v 7. století př. n. l. Řeky, především pro svou vhodnost k pěstování obilí a vinné révy. Založena tak byla města jako Pantikapaion (přibližně dnešní Kerč) nebo Chersonésos (dnešní Sevastopol), později důležitá obchodní střediska severního Černomoří. Spojením řeckých osad na Krymu vznikla v 5. století př. n. l. Bosporská říše, která přetrvala až do 4. století n. l. V antice bylo území označováno jako Chersonésos Taurský, Chersonésos Skythský, Taurika či Taurida. Od 3. století př. n. l. bylo pustošeno nájezdy Skytů. Ti pak obývali stepní část Krymu až do 4. století n. l. Ke konci starověku pak na Krym vtrhl kmenový svaz Ostrogótů, který byl o něco později vyhnán Huny. Zbytky gótského etnika na poloostrově přežívaly až do 18. století.
Ve středověku byl jih Krymu ovládán Byzantskou říší, některé obchodní osady zde postupně založili Janované. Sever byl přechodně pod vlivem turkotatarských kočovníků sídlících při Černém a Kaspickém moři.

### Krymský chanát
Roku 1243 vpadli na Krym Tataři a poloostrov se stal součástí tzv. Zlaté hordy. V polovině 15. století byl vytvořen samostatný Krymský chanát se střediskem v Bachčisaraji. Od roku 1475 byl jeho vládce vazalem Osmanské říše.
Někteří historici odhadují, že při nájezdech obávané krymskotatarské jízdy, tzv. sklízením stepí mezi 15. a 18. stoletím, byly odvlečeny a prodány z Ukrajiny a Ruska do otroctví v Osmanské říši až 3 miliony lidí, především Ukrajinců a Rusů, ale také Bělorusů a Poláků.
V roce 1571 Krymští Tataři napadli a vyplenili Moskvu, spálili vše kromě Kremlu. V roce 1663 vpadli Krymští Tataři se svými tureckými spojenci dokonce až na Moravu, tehdy bylo uneseno do otroctví na 12 000 lidí.

### Ruské impérium

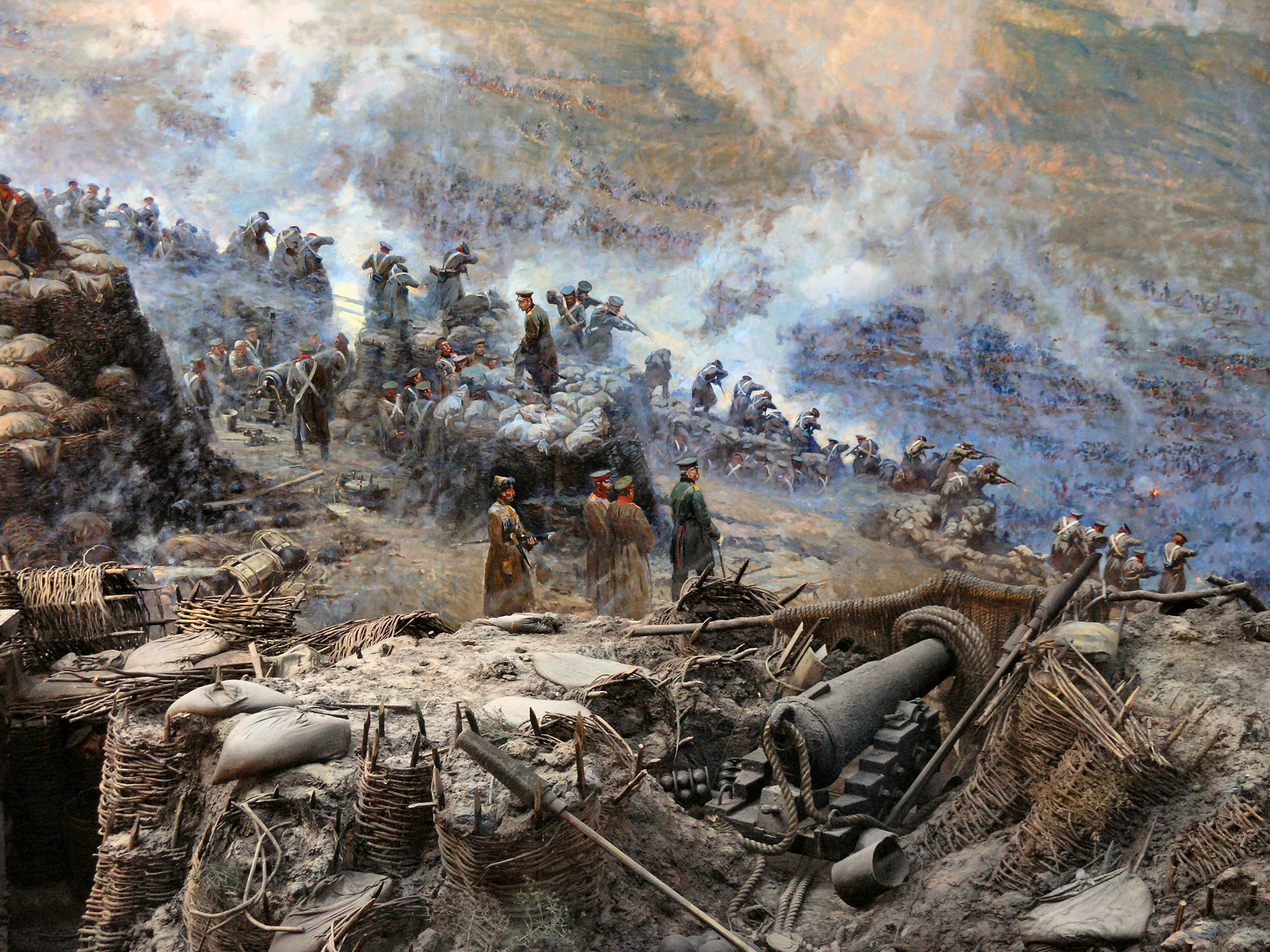
Ruští obránci v Sevastopolu, který padl až po ročním obléhání v letech 1854–55

Po klíčovém vítězství Ruského impéria nad Osmanskou říší v páté rusko-turecké válce (1768–1774) byl Krymský chanát zcela ovládnut a carevnou Kateřinou Velikou v roce 1783 i formálně připojen k Ruskému impériu. V rámci Ruského impéria byl Krym postupně součástí Tavričské gubernie a Novoruské gubernie, která leží na území dnešní Ukrajiny. V roce 1783 bylo založené ruské město Sevastopol knížetem Grigorijem Potěmkinem ve službách Kateřiny Veliké. Postupně byla vybudována vojensko-námořní infrastruktura přístavu Sevastopol.
V letech 1853–1856 poloostrov těžce zasáhla Krymská válka, porážka Ruska koalicí, tvořenou Tureckem, Velkou Británií a Francií. Roku 1875 dorazila z Moskvy do Sevastopolu železnice. Na Krymu měla letní sídlo rodina posledního ruského cara Mikuláše II. Roku 1897 obývalo Krym přes 500 tisíc lidí velmi pestrého složení; okolo 35 % tvořili krymští Tataři, 33 % Rusové, 12 % Ukrajinci a necelých 5 % Židé.

### Sovětský svaz

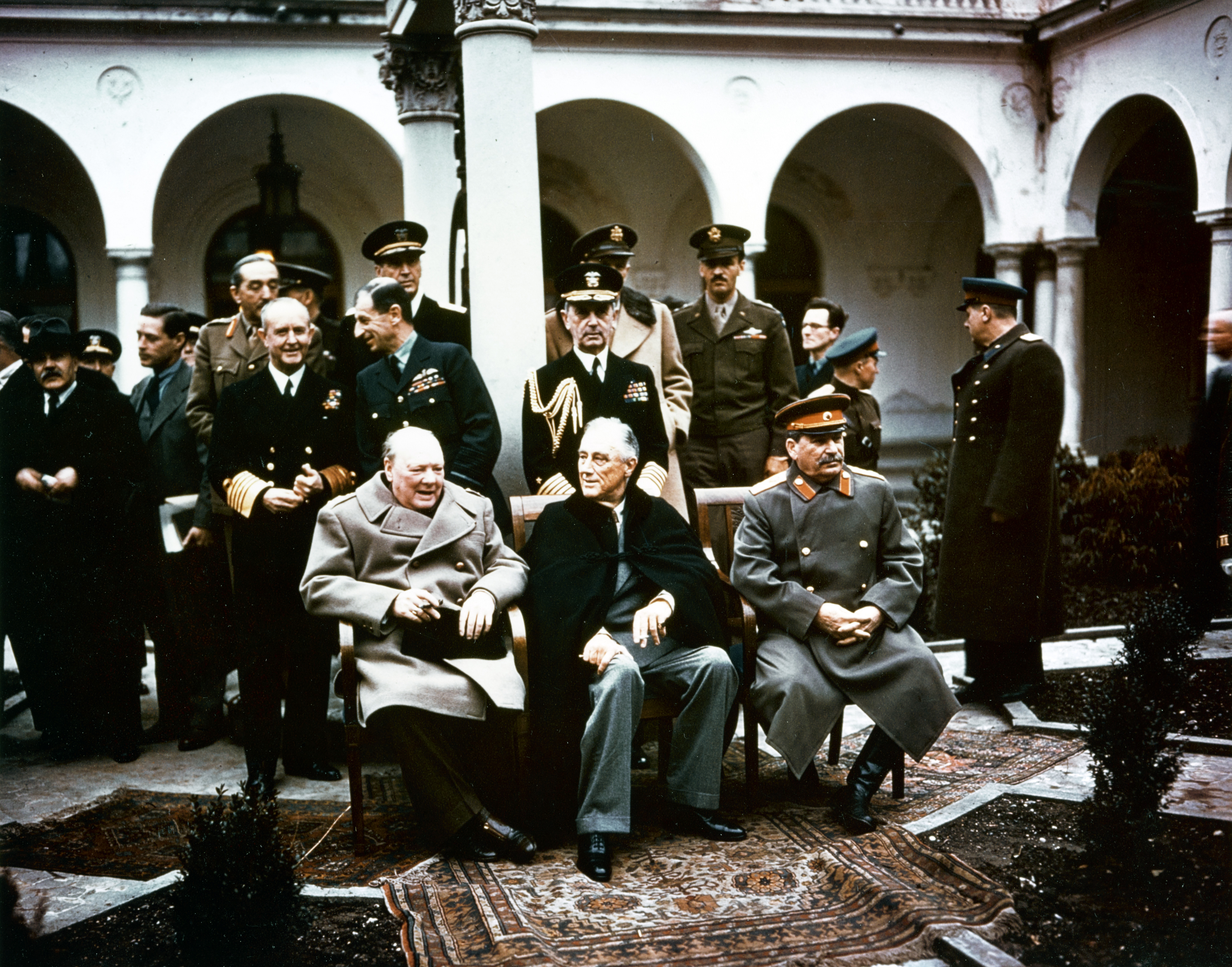
Churchill, Roosevelt a Stalin v Jaltě na Krymu v únoru 1945

Po rozpadu Ruského impéria vznikla na Krymu regionální vláda, která jednala o připojení do Ukrajinské lidové republiky. Během ruské občanské války (1918–1925), po pádu Ukrajinské lidové republiky, byl Krym střediskem protibolševických sil (Bílá armáda pod vedením Pjotra Wrangela) až do roku 1921, kdy byl obsazen Ruskou armádou a připojen k Ruské sovětské federativní socialistické republice (RSFSR), největší republice Sovětského svazu. Bolševickým silám na Krymu velel maďarský komunista Béla Kun, který na poloostrově rozpoutal rudý teror. Od října 1921 existoval Krym v rámci RSFSR jakožto Krymská autonomní SSR.
Za druhé světové války, konkrétně v letech 1941–1944, byl Krym okupován nacistickým Německem a Rumunskem. Němci a jejich pomahači zavraždili při holokaustu většinu krymských Židů. Podle oficiálních údajů bylo během německé okupace Krymu zabito 86 943 civilistů a 47 234 sovětských válečných zajatců. V roce 1944 byla Stalinem kvůli jejich údajné kolaboraci s nacistickým Německem z Krymu deportována většina krymských Němců, Krymských Tatarů, krymských Řeků, Arménů a Bulharů. Celkem bylo odsunuto 220 tisíc osob, během transportu asi 100 tisíc osob zahynulo. Podle jiných odhadů v letech 1944 až 1951 zahynulo nejméně 42 tisíc krymských Tatarů, včetně 8 tisíc během deportace. V roce 1967 byla obvinění Krymských Tatarů zrušena, do svých domovů na Krymu se mohli vrátit až v roce 1988. K 30. červnu 1945 pak byla autonomní republika zrušena a přeměněna v oblast; tato územní jednotka se v SSSR používala pro etnicky stejnorodá území.
19. února 1954 byl Krym vyňat z Ruské SFSR a administrativně přičleněn k Ukrajinské SSR při příležitostí třístého výročí Perejaslavské rady – příklonu Kozáckého hejtmanátu k Ruské říši. Důvodem byly „blízké ekonomické a kulturní vztahy Krymské oblasti s Ukrajinskou SSR“. To bylo předzvěstí problémů, jež vyvstaly při rozpadu SSSR, neboť na převážně ruskojazyčném Krymu existovaly a dosud existují separatistické tendence. Během sovětské éry se stal Krym hlavním rekreačním cílem SSSR, byla budována především turistická a dopravní infrastruktura, včetně nejdelší trolejbusové trati světa.

### Vyhlášení autonomní republiky roku 1991

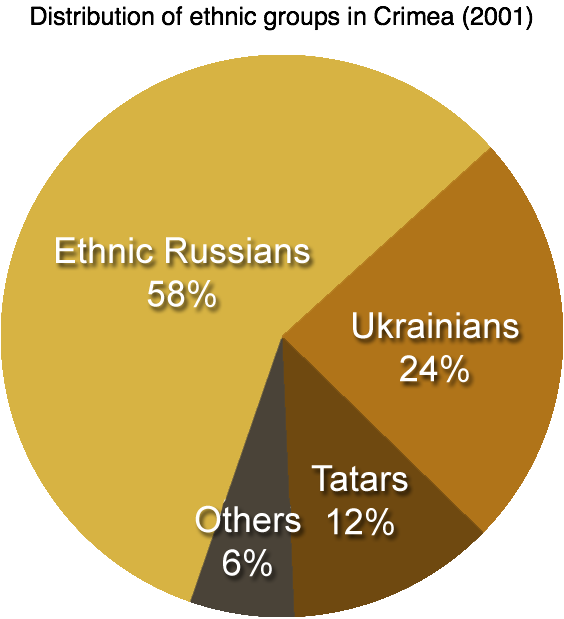
Národnostní složení Krymu (2001)

20. ledna 1991 se v Krymské oblasti uskutečnilo referendum. Při hlasování byla položena otázka: „Jste pro založení Krymské autonomní sovětské socialistické republiky jako součásti Svazu sovětských socialistických republik a účastníka Svazové smlouvy?“. Referenda se zúčastnilo 1 441 019 lidí, což představovalo 81,37 % obyvatel uvedených v seznamech pro referendum. Pro založení Krymské ASSR hlasovalo 93,26 % obyvatel Krymu účastnících se referenda. 12. února 1991 pak na základě výsledků referenda Vrchní sovět Ukrajinské SSR přijal zákon o „Vytvoření Krymské autonomní sovětské socialistické republiky“. Jelikož to bylo předtím, než byla vyhlášena „Deklarace nezávislosti Ukrajiny“, staly se tomu odpovídající změny součástí tehdy platné ústavy Ukrajinské SSR.

### Součást Ukrajiny

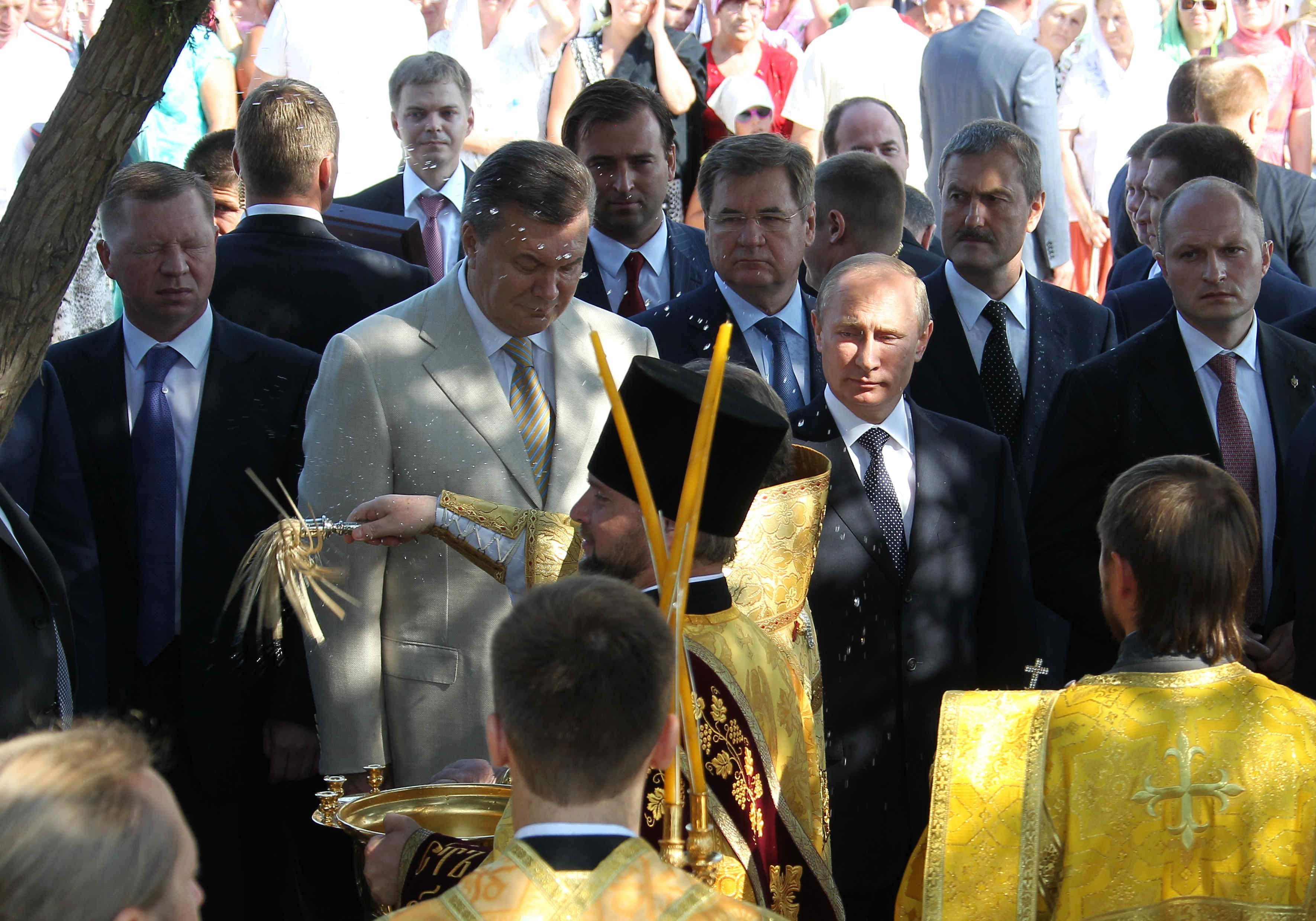
Putin a ukrajinský prezident Viktor Janukovyč na Krymu při oslavách 1025. výročí pokřtění Kyjevské Rusi

17. března 1991 proběhlo referendum o zachování Sovětského svazu (SSSR). 24. srpna 1991 přijal Vrchní Sovět Ukrajiny Vyhlášení nezávislosti Ukrajiny, potvrzené později celoukrajinským referendem uskutečněným 1. prosince 1991. Obyvatelé Krymu se tohoto hlasování účastnili a 54 % obyvatel Krymu hlasovalo pro „ano“, čímž vyjádřili přání opustit SSSR. Nicméně byl přitom porušen článek 3 doposud platného sovětského zákona o „Pořádku pro řešení otázek, spojených s vystoupením svazové republiky ze SSSR“, podle kterého se v Krymské ASSR mělo provést oddělené (pouze krymské) referendum o setrvání v SSSR nebo zachování příslušnosti k Ukrajinské SSR, která usilovala o opuštění SSSR.
4. září 1991 přijalo mimořádné zasedání Vrchního Sovětu Autonomní Republiky Krym Deklaraci o suverenitě republiky, ve kterém byla vyjádřena snaha vytvořit právní a demokratickou vládu v rámci Ukrajiny.
5. května 1992 parlament Autonomní Republiky Krym vyhlásil nezávislost Krymu přijetím deklarace s názvem „Akt o vyhlášení vládní nezávislosti Republiky Krym“. To mělo být ještě schváleno referendem v srpnu téhož roku. Podle pamětí tehdejšího prezidenta Ukrajiny Leonida Kravčuka v jednom interview, uvažoval Kyjev tehdy dokonce o možnosti války s Republikou Krym. Ukrajinský parlament požadoval zrušení vyhlášení nezávislosti Krymu a dal Krymskému parlamentu ultimativně jeden týden na zrušení referenda. Hned 6. května 1992 byla přijata nová Ústava Autonomní Republiky Krym, přičemž krymský parlament přidal k ústavě doložku, že Krym „je součástí Ukrajiny“. Byl také zaveden úřad prezidenta Autonomní Republiky Krym. V červnu 1992 však obě strany, tedy Krym a ukrajinská vláda, dosáhly dohody. Krátce předtím přijatá krymská ústava byla zrušena a Krymu byl potvrzen status autonomní republiky, přičemž Autonomní republika Krym obdržela výsostná práva v oblastech financí, správy a právních záležitostí.
V květnu 1994 se stala situace opět napjatou, když parlament Krymu odhlasoval znovuzavedení ústavy z roku 1992, čímž by získal pro Krym více nezávislosti na Ukrajině. V červnu 1994 podepsal prezident Ukrajiny Leonid Kravčuk řadu výnosů, které ohraničovaly pravomoci vládních orgánů Krymu. Současně lídři Ukrajiny a Ruska museli odvracet vznikající násilí. Měsíc poté se uskutečnily volby a prezidentem Ukrajiny byl zvolen spíše prorusky orientovaný Leonid Kučma, čímž se zmenšily snahy Krymu o nezávislost na Ukrajině.
5. prosince 1994 podepsali vedoucí státníci Spojených států amerických, Ruské federace a Spojeného království Velké Británie a Severního Irska tzv. Budapešťské memorandum, ve kterém mj. uznali, že Krym je součástí Ukrajiny.

### Ukrajinská Autonomní republika Krym a město Sevastopol

Vlajka Autonomní republiky Krym

4. února 1994 byl prvním prezidentem Republiky Krym zvolen Jurij Meškov. V březnu 1995 byla rozhodnutím Vrchní Rady Ukrajiny a prezidenta Ukrajiny opět zrušena ústava republiky Krym z roku 1992 a také zrušena funkce prezidenta Krymu. 21. října 1998 byla na druhém zasedání Vrchní Rady Krymu přijata nová ústava Krymu. Když 23. prosince 1998 prezident Ukrajiny Leonid Kučma podepsal zákon, v jehož prvním bodě bylo obsaženo usnesení Vrchní Rady Ukrajiny „Schválit ústavu Autonomní Republiky Krym“, posílily se na Krymu proruské nálady.
Přístav Sevastopol má vlastní správu a tak jako Kyjev je administrativní jednotkou podléhající přímo ukrajinské vládě. Do roku 1994 byl Sevastopol uzavřeným městem, do kterého neměli přístup cizinci. Roku 1997 byla Smlouvou o přátelství, spolupráci a partnerství mezi Ruskem a Ukrajinou rozdělena bývalá sovětská černomořská flota, kotvící v Sevastopolu, na ruskou a ukrajinskou část přibližně v poměru 4:1 a zároveň byl Krym potvrzen jako součást Ukrajiny. Sevastopolská námořní základna byla současně na 20 let pronajata Rusku za 93 milionů USD ročně. V dubnu 2010 bylo v Charkově mezi prezidenty Viktorem Janukovyčem a Dmitrijem Medveděvem dohodnuto prodloužení pronájmu základny do roku 2042 s opcí na prodloužení pronájmu o dalších pět let.

### Krymská krize v roce 2014

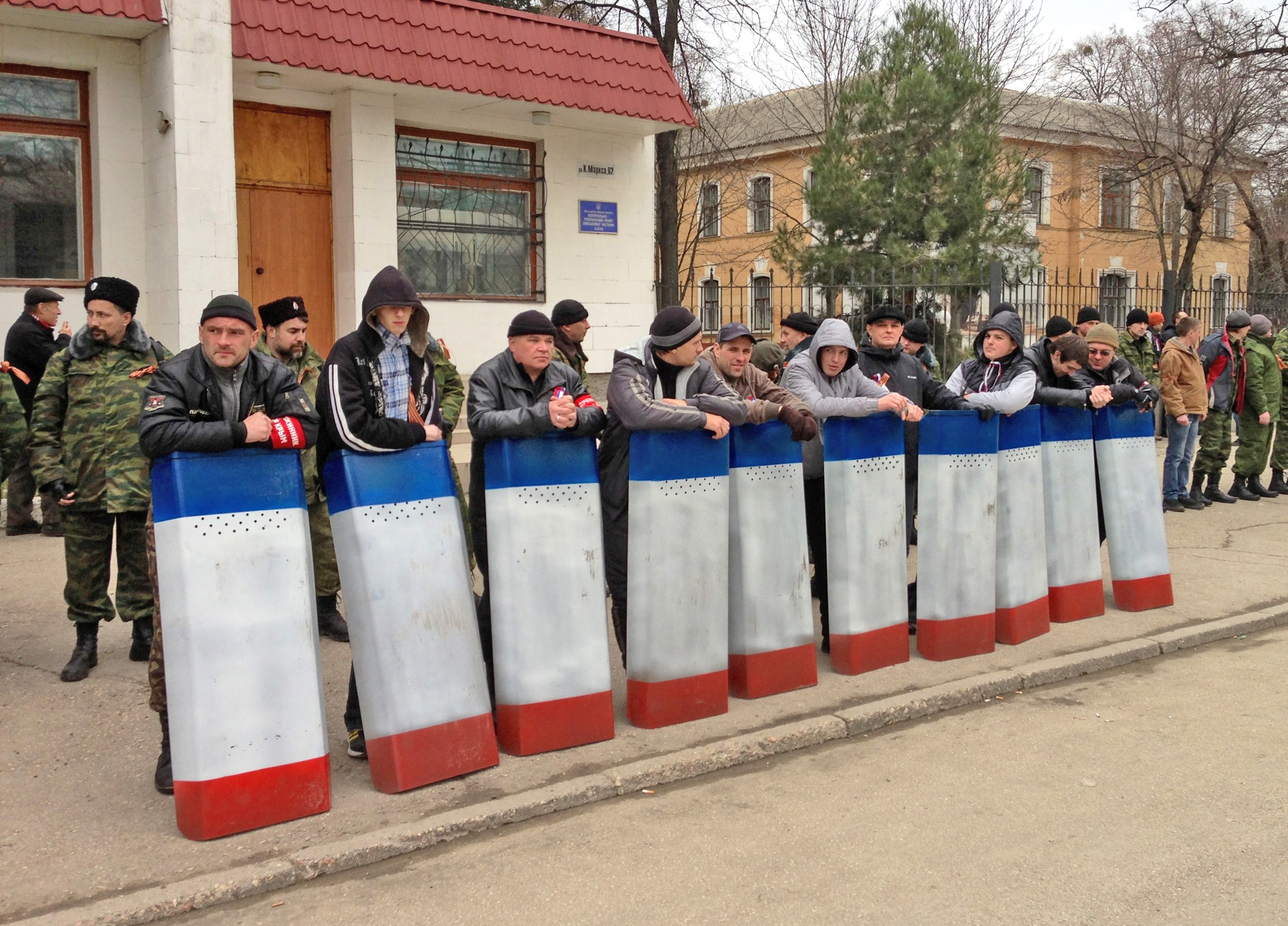
Krymská domobrana se štíty v barvách Autonomní republiky Krym

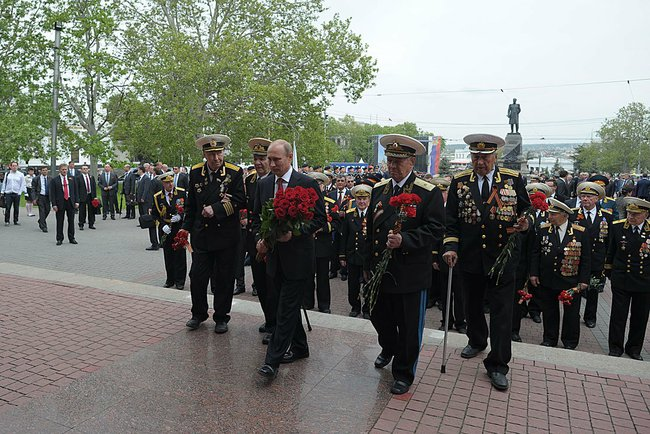
Vladimir Putin na Krymu s veterány 2. světové války u pomníku obránců Sevastopolu, 9. května 2014

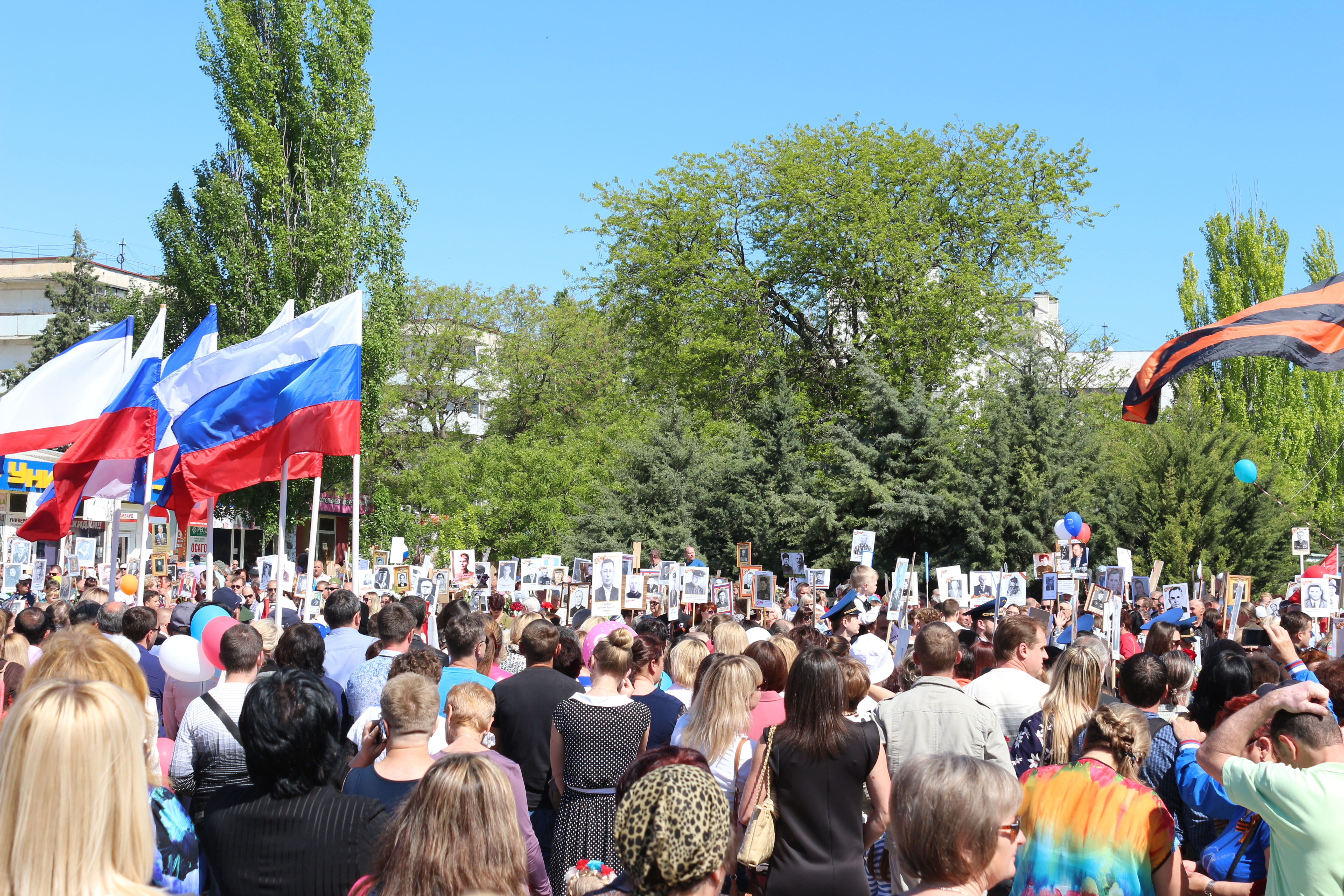
Oslavy Dne vítězství proti nacistickému Německu v Saki 9. května 2016

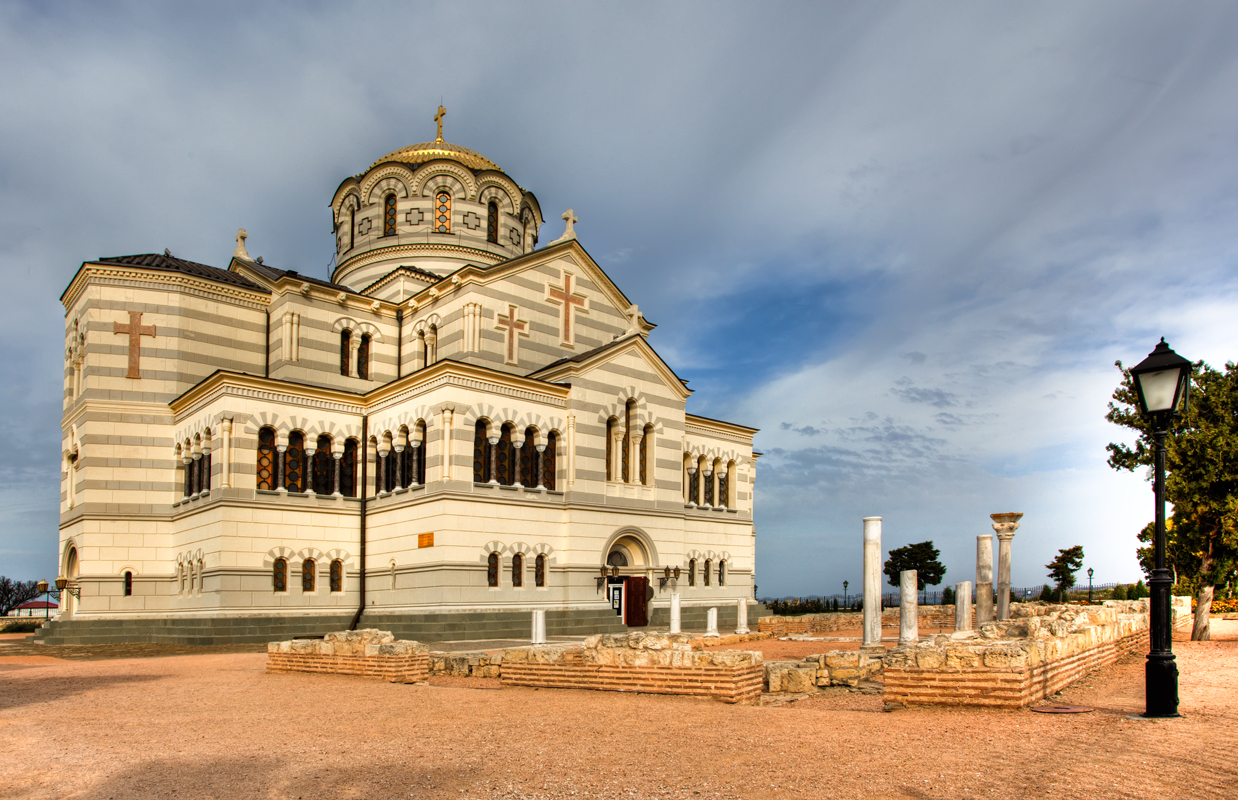
Ruiny antického řeckého města Chersonésos a chrám sv. Vladimíra u dnešního Sevastopolu

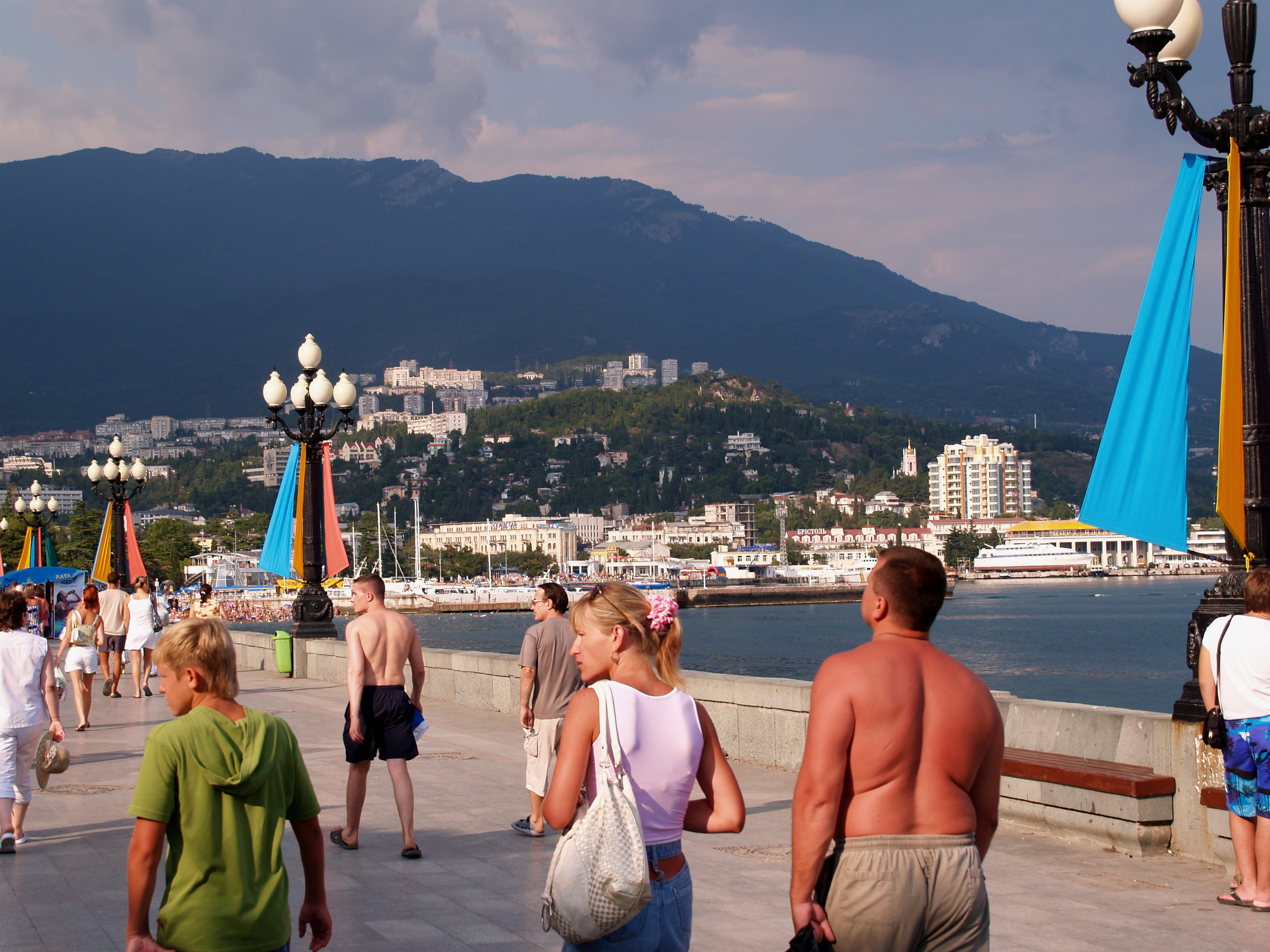
Pláž v Jaltě

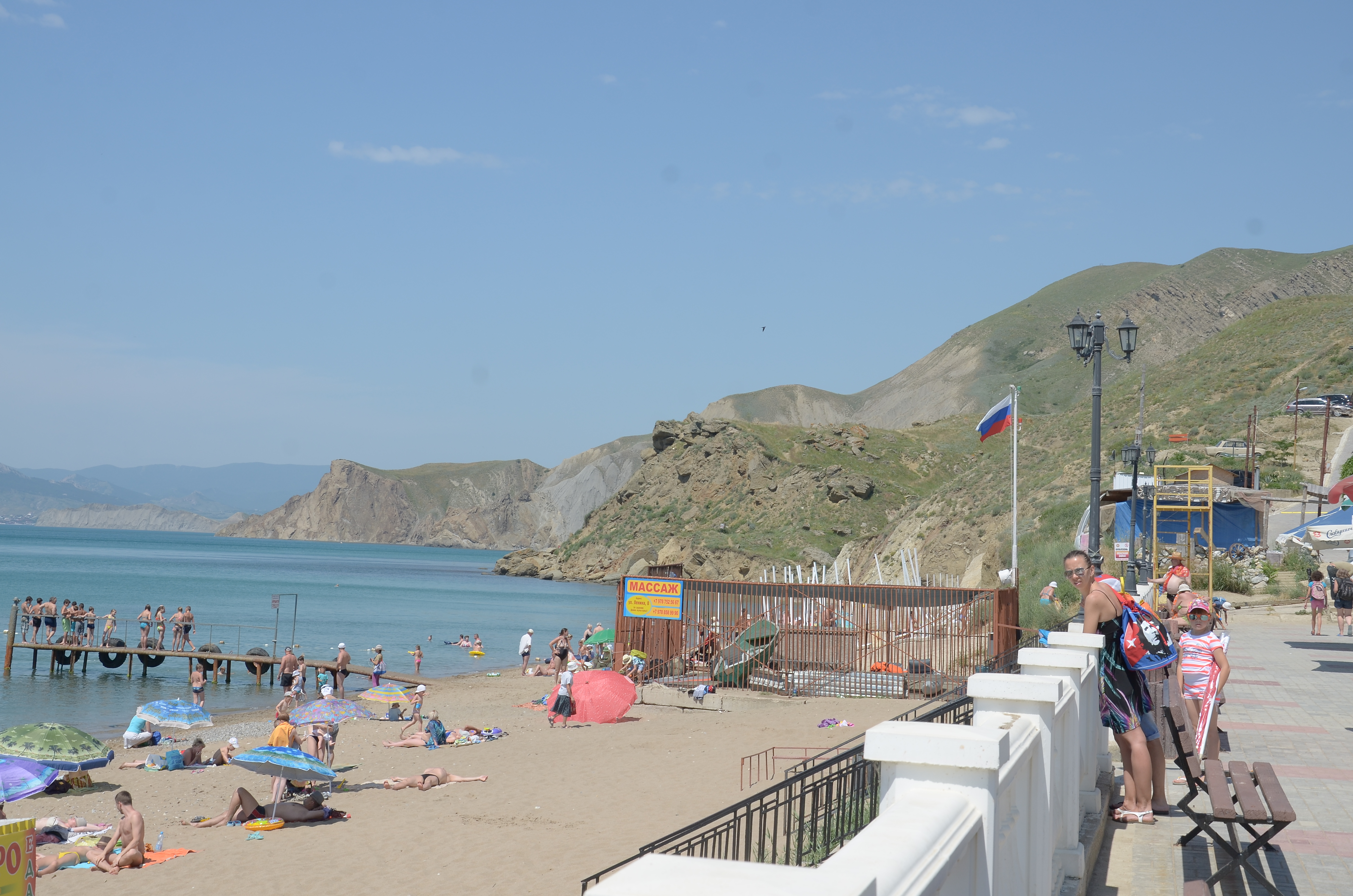
Pláž u města Feodosija

Koncem února 2014 byl po masových protestech na Ukrajině, které jsou známy pod názvem Euromajdan, sesazen proruský prezident Viktor Janukovyč, který usiloval o sblížení Ukrajiny s Ruskem. Ukrajinský parlament, z něhož byli vyhnáni mnozí proruští poslanci, 23. února odhlasoval zrušení jazykového zákona z roku 2012, kterým byly kromě ukrajinštiny jako další úřední řeči uznány také menšinové jazyky, a to ve správních celcích, kde jsou mateřskou řečí alespoň desetiny obyvatelstva. V důsledku zrušení toho byla ruština zakázána jako úřední řeč na bezmála polovině území Ukrajiny včetně Krymu. Prozatímní prezident Turčynov sice začátkem března 2014 prohlásil, že v roli zastupujícího prezidenta zákon o statutu ukrajinštiny jako jediného úředního jazyka na celém území Ukrajiny nepodepíše, ale demonstrace proti tomuto zákonu a za připojení poloostrova Krym k Rusku se na Krymu začaly konat už koncem února. V noci na čtvrtek 27. února obsadili krymský parlament proruští ozbrojenci, kteří na jeho střeše vyvěsili ruskou vlajku. Podle svědka se v budovách nacházelo asi 60 těchto ozbrojenců a někteří pak odešli. Ruský parlament 2. března schválil de jure nasazení ruské armády na Krymu, Vladimir Putin ale tehdy řekl, že Rusko zatím na Krym nepovolalo své vojáky (nevysloveně mimo již legálně přítomné jednotky v Sevastopolu) a že tam působily „ozbrojené síly sebeobrany“.[zdroj?] Představitelé NATO a EU postup Ruska kritizovali.[zdroj?] Dne 6. března přijala Nejvyšší rada Autonomní republiky Krym rozhodnutí o připojení Krymu k Rusku.[zdroj?]
Krymské referendum se uskutečnilo 16. března. Podle zveřejněných oficiálních výsledků se při volební účasti 83,1 % oprávněných voličů vyslovilo 96,8 % pro připojení Krymu k Rusku. Podle oficiální zprávy Rady pro lidská práva ruského prezidenta Vladimira Putina však pro připojení hlasovalo jen 50 až 60 % voličů při volební účasti účasti 30 až 50 %. Bývalý ekonomický poradce ruské vlády Andrej Illarionov, nynější pracovník Catonova institutu ve Washingtonu, tvrdil, že připojení Krymu k Rusku si přálo jen asi 34 % voličů. GfK, německá společnost provádějící průzkumy veřejného mínění a čtvrtá největší organizace pro výzkum trhu na světě, provedla průzkum v krymském regionu. Podle tohoto průzkumu, provedeného krátce po začátku okupace Krymu ruskou armádou,[kdy?] 82 % lidí na Krymu „plně podporuje“ odtržení Krymu od Ukrajiny a připojení do Ruské federace, 11 % „převážně souhlasí“, zatímco jen 7 % s odtržením „nesouhlasí“. Podle průzkumu amerických univerzit z Colorada a Virginie v roce 2016 si 84 % lidí na Krymu myslelo, že připojení k Rusku bylo „naprosto správné rozhodnutí“.
17. března 2014 pak okupovaný krymský parlament vyhlásil nezávislý svrchovaný stát s názvem Republika Krym, který ale okamžitě požádal o vstup do Ruské federace jako její nový subjekt. OBSE ani Evropská unie na referendum pozorovatele nevyslaly. Další pozorovatelé, pozvaní nevládními organizacemi, referendum hodnotili jako poklidné s hladkým průběhem. Ukrajina a západní státy výsledky referenda vzhledem k přítomnosti cizích ozbrojenců neuznaly. Navzdory porušení Budapešťského memoranda, mezinárodního práva a odporu větší části světa dnes Rusko nadále okupuje Krym a odmítá se území vzdát.

### Republika Krym
Autonomní republika Krym a město Sevastopol 11. března 2014 oznámily sjednocení v Republiku Krym. Stalo se tak Deklarací nezávislosti Autonomní republiky Krym a města Sevastopol, která byla přijata Nejvyšší radou Autonomní republiky Krym a radou města Sevastopol v rámci příprav na Krymské referendum. Deklarace výslovně zmiňovala precedent uznání nezávislosti Kosova. 16. března velká většina voličů v referendu připojení k Rusku schválila. Zejména Ukrajinci a Krymští Tataři referendum bojkotovali. Správnost oficiálních výsledků referenda je ovšem zpochybňována, pochybnosti o jejich správnosti v dubnu 2019 uvedla i Rada pro lidská práva při úřadu prezidenta Ruské federace, zpráva však byla později smazána. Legálnost hlasování v situaci, kdy poloostrov obsadily ruské ozbrojené síly, kromě Ukrajiny předem zpochybnily i Spojené státy a Evropská unie. Naopak Moskva dala najevo, že od jeho podpory nehodlá ustoupit. Tyto postoje se projevily i při hlasování v Radě bezpečnosti OSN 15. března 2014. Rezoluci kritizující referendum na Krymu, kterou navrhovala americká diplomacie, Rusko svým právem veta zablokovalo. Z 15 členských zemí Rady bezpečnosti bylo Rusko jediné proti. Čína se hlasování zdržela, 13 států se vyslovilo pro rezoluci.
17. března 2014 vyhlásil krymský parlament krátkodobě existující nezávislý svrchovaný stát s názvem Republika Krym, který okamžitě požádal o vstup do Ruské federace. Republika Krym a město Sevastopol byly posléze do Ruské federace přijaty, a sice jako její dva nové subjekty – Republika Krym a Federální město Sevastopol. V úterý 18. března pak podepsali Vladimir Putin, krymský premiér Sergej Aksjonov, starosta Sevastopolu Alexej Čalyj a předseda krymského parlamentu Vladimir Konstantinov dohodu o připojení Krymu k Ruské federaci. Dohodu následujícího dne schválil ruský ústavní soud jako legální, hlasování o ratifikaci státní dumou proběhlo dne 21. března s pozitivním výsledkem.
Na Valném shromáždění OSN vedla iniciativa několika států k přijetí rezoluce, kterou bylo připojení Krymu k Ruské federaci odsouzeno. Tato rezoluce však není mezinárodně-právně závazná.
Z průzkumu ukrajinské pobočky německé společnosti GfK, která se 16. až 22. ledna 2015 telefonicky dotazovala náhodně vybraných obyvatel Krymu, vyplynulo, že 82 % dotazovaných podporuje ruskou anexi Krymu, 11 % anexi částečně podporuje a jen 4 % dotazovaných s anexí nesouhlasí.

## Obyvatelstvo

### Vývoj národnostního složení
Na Krymském poloostrově žije přibližně 2 300 000 obyvatel, z nich je okolo 58 % ruské národnosti, 24 % ukrajinské a 13 % krymskotatarské, převážně užívaným jazykem je ruština. Toto národnostní složení se formovalo po deportaci Krymských Tatarů, Řeků, Arménů a Bulharů Sovětským svazem především do Uzbekistánu v roce 1944. V roce 1939 tvořili Rusové 49,6 % obyvatel Krymu, Ukrajinci 13,7 %, Krymští Tataři 19,4 %, a Židé 5,8 %. Tatarům, kteří byli obviněni ze spolupráce s nacistickým Německem, byl umožněn částečný návrat na Krym až po roce 1967.
Mezi největší krymská města patří hlavní město Simferopol, ležící přibližně ve střední části, a Sevastopol v jihozápadní části (obě města mají přibližně 340 000 obyvatel); dále pak Kerč na východním okraji poloostrova a Jevpatorija na západním pobřeží. Na Krymu dnes žijí převážně Rusové, nejpočetnější menšinu tvoří Ukrajinci. Na začátku druhé světové války nechal Josif Vissarionovič Stalin z Krymu deportovat asi 60 tisíc etnických Němců. Německá vojska pak na nějakou dobu Krym okupovala a Němci a jejich místní pomocníci vyvraždili celkem na 40 tisíc krymských Židů, včetně asi 6 tisíc Krymčaků. V roce 1944 nechal Stalin z Krymu deportovat asi 230 tisíc Krymských Tatarů, 70 tisíc Řeků, 13 tisíc Bulharů a další menšiny. Krymští Tataři se od konce 20. století postupně vraceli, zároveň se ale pod tlakem vlády částečně asimilovali. Po anexi Krymu Ruskou federací poloostrov znovu opustilo asi 8 tisíc Krymských Tatarů.

### Města nad 10 000 obyvatel

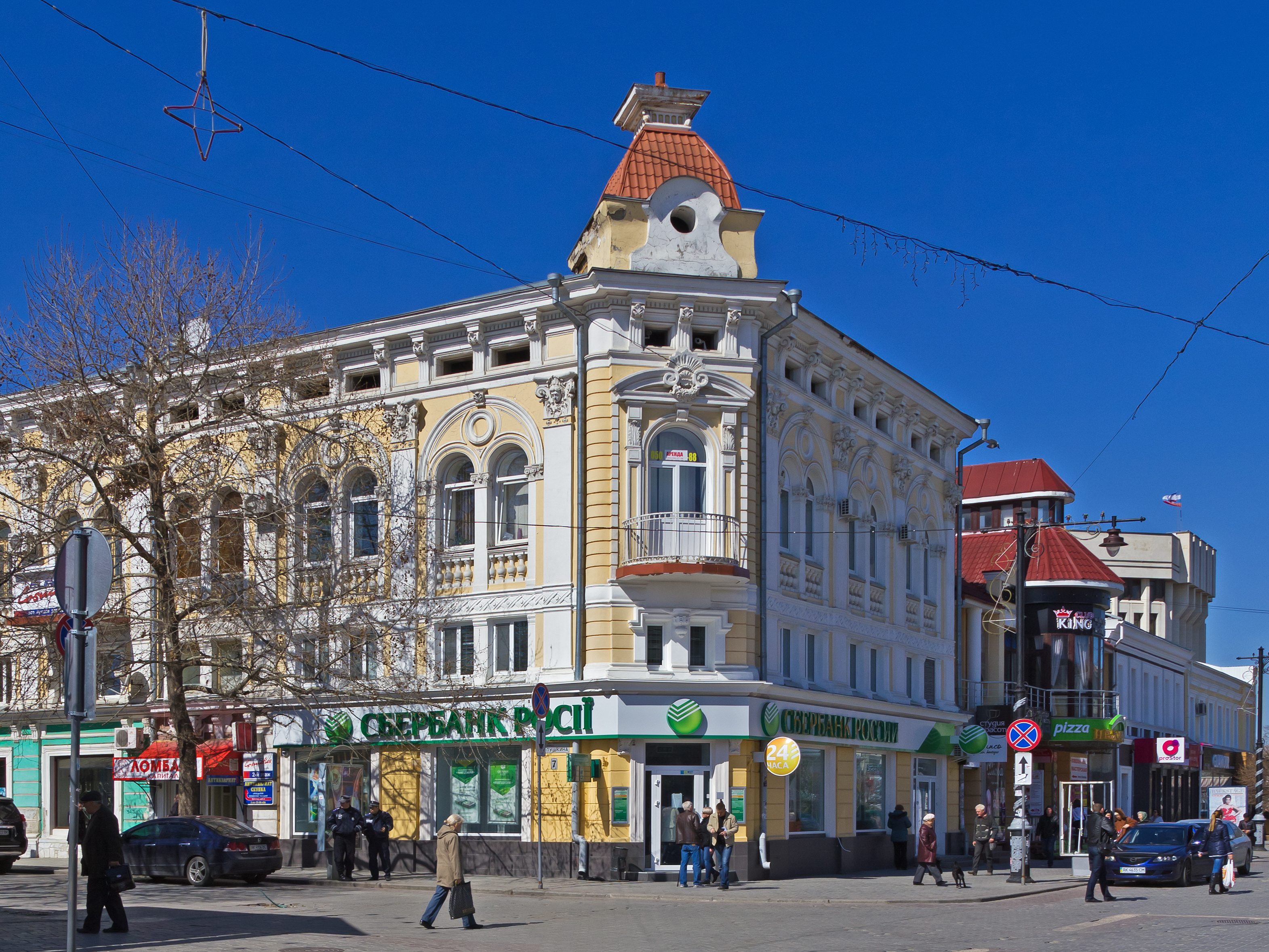
Simferopol v dubnu 2014

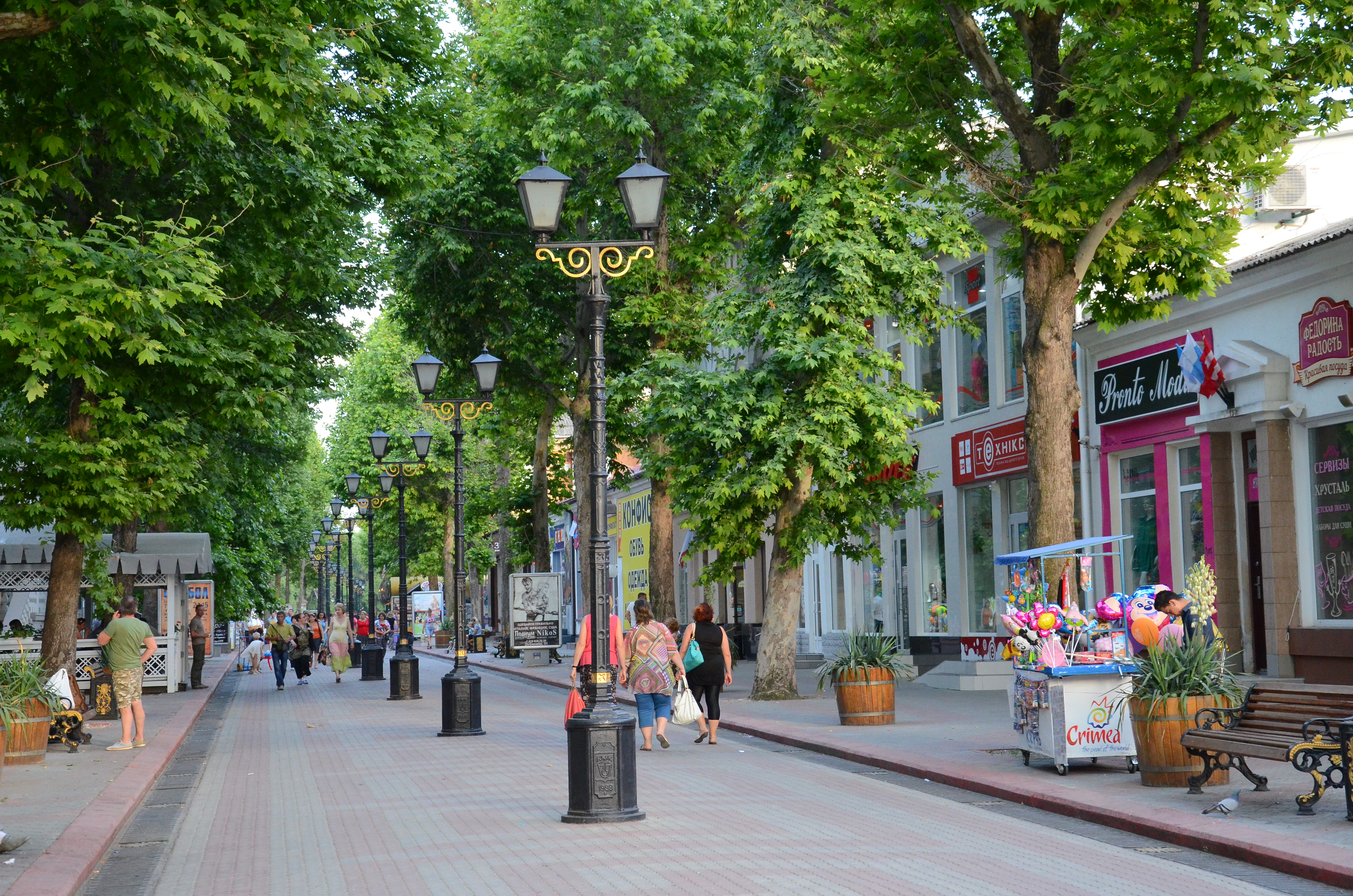
Kerč v červnu 2015

Následující tabulka podává přehled větších měst na Krymu. Města se statutem republikového významu jsou vyznačena tučně; stejně tak Sevastopol, který administrativně není součástí Krymské republiky.
| Město              | Ukrajinský název  | Ruský název       | Krymskotatarský název | Počet obyvatel 1. I. 2006 |
| ------------------ | ----------------- | ----------------- | --------------------- | ------------------------- |
| Simferopol         | Сімферополь       | Симферополь       | Aqmescit              | 340 644                   |
| Sevastopol         | Севастополь       | Севастополь       | Aqyar                 | 340 295                   |
| Kerč               | Керч              | Керчь             | Kerç                  | 151 327                   |
| Jevpatorija        | Євпаторія         | Евпатория         | Kezlev                | 106 456                   |
| Jalta              | Ялта              | Ялта              | Yalta                 | 79 796                    |
| Feodosija          | Феодосія          | Феодосия          | Kefe                  | 71 725                    |
| Džankoj            | Джанкой           | Джанкой           | Canköy                | 39 664                    |
| Krasnoperekopsk    | Красноперекопськ  | Красноперекопск   | Krasnoperekopsk       | 30 677                    |
| Alušta             | Алушта            | Алушта            | Aluşta                | 29 913                    |
| Bachčisaraj        | Бахчисарай        | Бахчисарай        | Bağçasaray            | 26 395                    |
| Saki               | Саки              | Саки              | Saq                   | 26 389                    |
| Armjansk           | Армянськ          | Армянск           | Ermeni Bazar          | 22 893                    |
| Bilohirsk          | Білогірськ        | Белогорск         | Qarasuvbazar          | 18 399                    |
| Sudak              | Судак             | Судак             | Sudaq                 | 14 772                    |
| Primorskij         | Приморський       | Приморский        | Hafuz                 | 14 338                    |
| Gvardějskoje       | Гвардійське       | Гвардейское       | Sarabuz               | 12 621                    |
| Ščjolkino          | Щолкіне           | Щёлкино           | Şçolkino              | 11 419                    |
| Inkerman           | Інкерман          | Инкерман          | İnkerman              | 11 263                    |
| Okťabrskoje        | Октябрське        | Октябрьское       | Büyük Onlar           | 11 100                    |
| Gaspra             | Гаспра            | Гаспра            | Gaspra                | 11 063                    |
| Čornomorskoje      | Чорноморське      | Черноморское      | Aqmeçet               | 10 976                    |
| Gresovskij         | Гресівський       | Грэсовский        | Gresovskiy            | 10 713                    |
| Krasnogvardějskoje | Красногвардійське | Красногвардейское | Qurman                | 10 661                    |
| Staryj Krym        | Старий Крим       | Старый Крым       | Eski Qırım            | 10 101                    |

## Památky a letoviska

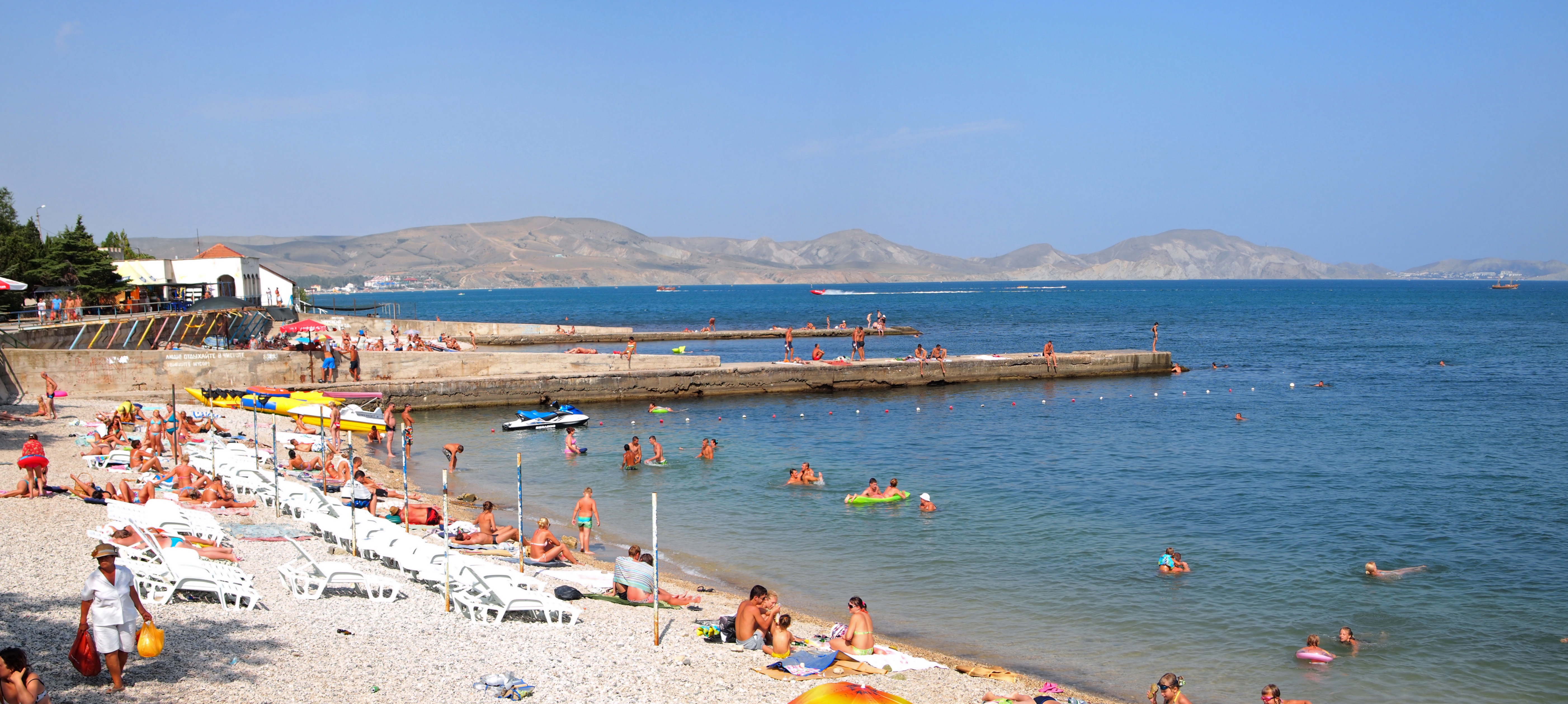
Turistické letovisko Koktebel

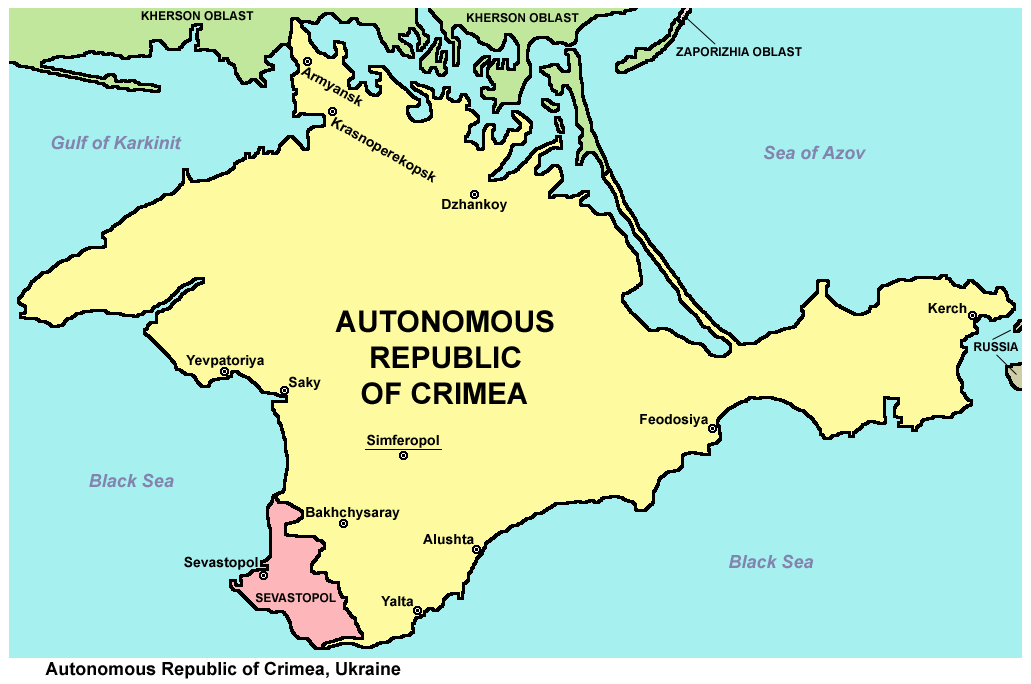
Autonomní Krym a Sevastopol

Díky své exotičnosti, příjemnému podnebí, panenské přírodě a množství kulturních památek mnoha epoch byl zejména jižní Krym už od 60. let 19. století hojně vyhledáván vyššími ruskými společenskými vrstvami, včetně carské rodiny. Za sovětské éry byl Krym vyhlášenou rekreační oblastí pro nejvyšší stranické a státní funkcionáře, stejně jako pro dělnické a pionýrské organizace. Mezi nejznámější turistická centra na pobřeží patřila a patří Jevpatorija, Jalta, Alupka, Alušta, Artěk, Gurzuf, Sudak a nejvýchodněji ležící Feodosija.
Obecně v jižním prostoru je umístěna převážná část krymských přírodních a kulturně-historických památek, jako např. archeologická naleziště z období antiky, byzantské pevnosti, jeskynní kláštery a města, tatarské vesnice, mešity a paláce (v Bachčisaraji Chánův palác s Fontánou slz, opěvovanou Puškinem). V roce 1994 bylo veřejnosti zpřístupněno také město Sevastopol, které bylo po dlouhá léta vyhrazeno pouze sovětským vojákům, důstojníkům a jejich rodinám. U Sevastopolu se nacházejí zbytky antického města Chersonésos a kostel, v němž byl pokřtěn sv. Vladimír.

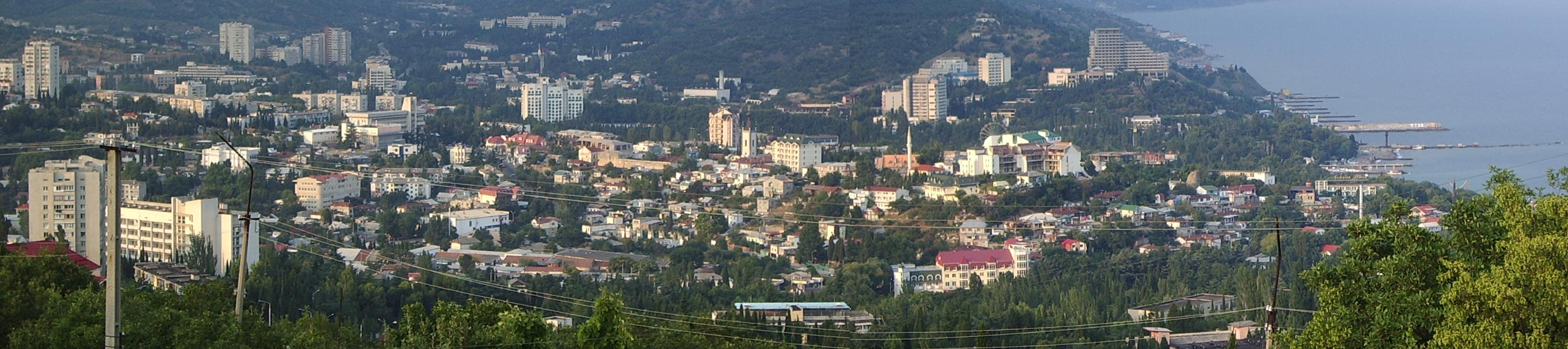
Město Alušta na černomořském pobřeží.

## Hospodářství
Jádrem krymského hospodářství jsou zemědělství, turismus a některá odvětví průmyslové výroby. Počet návštěvníků však v roce 2015 poklesl o 35 %. Krym má značné zásoby zemního plynu, zejména při pobřeží, a několik naftových polí. Ve slaných jezerech se tradičně těží sůl, v oblasti Kerče také železná ruda. Roční HDP činil v roce 2014 4,3 miliard USD, rozpočtový deficit asi 1 miliardu USD.
Do roku 2013 se z Ukrajiny na Krym dováželo cca 90 % vody, 80 % energie a 60 % surovin. Po anexi Ruskou federací se struktura zásobování těmito komoditami radikálně změnila ve prospěch dodávek z ruského území. Ruská vláda slíbila investovat na Krymu v přepočtu 5 miliard USD do roku 2017/2018. O míře splnění tohoto závazku nejsou informace.

### Sankce

Státy, které vyhlásily sankce proti Rusku (zeleně)

Evropská unie uvalila po ruské anexi na poloostrov Krym včetně Sevastopolu sankce, které jsou až do roku 2020 pravidelně každého půl roku jednomyslným rozhodnutím šéfů vlád členských zemí v plném rozsahu prodlužovány. Jedná se o tato omezení: zákaz dovozů a vývozů určitých druhů zboží z těchto destinací, zákaz investic směřujících na Krym, zákaz poskytování služeb v oblasti cestovního ruchu ze zemí EU (např. výletní lodě z EU nesmí směřovat do krymských přístavů), zákaz prodeje zboží a technologie pro dopravu, telekomunikace, energetiku a průzkumu ropy, zemního plynu a nerostných surovin. Nesmí také být poskytnuta technická pomoc, zprostředkovatelské, stavební či inženýrské služby související s infrastrukturou. Sankce byly postupně rozšiřovány a zapojily se do nich i některé státy mimo Evropskou unii, včetně Spojených států, Kanady a Austrálie. S výjimkou Japonska se na sankcích proti Rusku nepodílejí země Asie, Afriky a Latinské Ameriky, včetně např. Číny a Indie.
Před anexí Krymu Ruskou federací přiváděl vodu z Dněpru na poloostrov Krym Severokrymský kanál, který byl vybudován v 60. letech a zajišťoval až 85 % spotřeby vody na poloostrově. V dubnu 2014 ukrajinské úřady uzavřely přítok vody do severokrymského kanálu, čímž byl poloostrov připraven až o 90 % pitné vody.

## Doprava

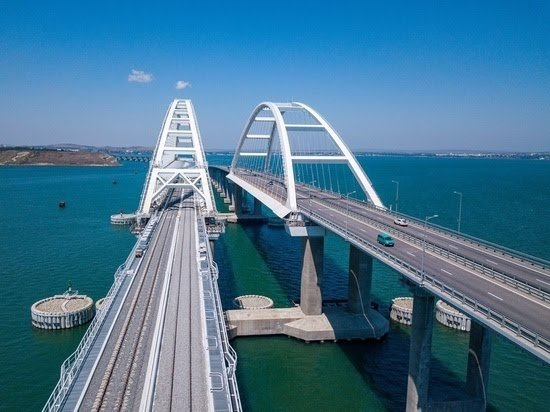
Krymský most

Na Krymu je velmi rozvinutá autobusová doprava. Ve městech Simferopol, Alušta a Jalta a také mezi nimi je od roku 1959 v provozu Krymský trolejbus. K této dopravní tepně patří linka dlouhá 96 km, patrně jedna z nejdelších na světě. V Jevpatoriji jezdí tramvaje. V Sevastopolu od severní k jižní straně a v opačném směru jezdí čluny, které jsou městskou hromadnou dopravou. Krym protínají dvě evropské silnice, E 105 z Norska přes Rusko a Charkov do Jalty, a E 87 z Chersonu přes Džankoj a Kerčskou úžinu do Ruska a Gruzie a odtud do Turecka.
Železniční dopravu zajišťují Krymské železnice (КрымЖД) — federální státní podnik. Ten byl založen v roce 2014 na základě jednotky krymského ředitelství „Přidněprovské železnice Ukrajinských železnic“, nacházející se na území Krymu. Krym protínají dvě železniční trati, Armjansk – Kerč s odbočkou do Feodosie a trať Melitopol – Sevastopol s odbočkou do Jevpatorije, které se kříží v obci Džankoj. Přístavy Černého moře jsou Jevpatorija, Sevastopol, Jalta, Feodosija a Kerč. V Kerči je možno se přeplavit trajektem přes Kerčský průliv, oddělující Krym od Krasnodarského kraje (Port Kavkaz). Přístavní města jsou spojena pravidelnou námořní dopravou. Azovské pobřeží poloostrova nemá velký dopravní význam.
Rusko zahájilo v dubnu 2015 stavbu Krymského mostu, který spojil Krym s Krasnodarským krajem. Projekt zahrnuje jak silniční, tak dvoukolejný železniční most, délka celé stavby je 19 km a práce měly trvat do prosince 2018. Generálním dodavatelem stavby s rozpočtem více než 3 miliard USD (v přepočtu) byl určen oligarcha Arkadij Rotenberg. V květnu 2018 byla otevřena silniční část mostu. Je to nejdelší most v Evropě, neboť překonal most Vasco da Gama v Lisabonu.

## Paleontologie
Na území Krymu (nedaleko města Bachčisaraj) byly roku 1934 objeveny zkamenělé kosti zadní končetiny ornitopodního dinosaura, pojmenovaného Orthomerus weberae (dnes také Riabininohadros weberae). Tento poměrně velký býložravý dinosaurus zde žil v období pozdní křídy, asi před 72 až 66 miliony let.